# Дискография Моргенштерна
Дискография российского рэп-исполнителя и музыканта Моргенштерна состоит из шести студийных альбомов, двух мини-альбомов, трёх альбомов ремиксов и 55 синглов (включая четырёх в качестве приглашённого исполнителя).

## Альбомы

### Студийные альбомы
| Название                                                          | Детали | Позиции в чартах | Позиции в чартах | Позиции в чартах | Сертификации          |
| Название                                                          | Детали | Apple Music      | Google Play      | iTunes           | Сертификации          |
| ----------------------------------------------------------------- | --- | ---------------- | ---------------- | ---------------- | --------------------- |
| «До того как стал известен»                                       | - Релиз: 12 октября 2018 - Лейбл: Yoola - Формат: цифровая дистрибуция, стриминг                                               | —                | —                | —                | —                     |
| «Улыбнись, дурак!»                                                | - Релиз: 1 января 2019 - Лейбл: Yoola - Формат: цифровая дистрибуция, стриминг                                                 | 3                | 4                | 1                | —                     |
| «Легендарная пыль»                                                | - Релиз: 17 января 2020 - Лейбл: Atlantic Records Russia (ранее — Zhara Distribution) - Формат: цифровая дистрибуция, стриминг | 2                | 9                | —                | ZM: · 23 × платиновый |
| Million Dollar: Happiness                                         | - Релиз: 21 мая 2021 - Лейбл: Atlantic Records Russia - Формат: цифровая дистрибуция, стриминг                                 | —                | —                | —                | —                     |
| Million Dollar: Business                                          | - Релиз: 28 мая 2021 - Лейбл: Atlantic Records Russia - Формат: цифровая дистрибуция, стриминг                                 | —                | —                | —                | —                     |
| Last One                                                          | - Релиз: 21 октября 2022 - Лейбл: Bugatti Music - Формат: цифровая дистрибуция, стриминг                                       | 1                | —                | —                | —                     |
| «—» ставится, если альбом не попал в чарт и не имеет сертификаций | |                  |                  |                  |                       |

### Мини-альбомы
| Название | Детали                                                                                      | Позиция в чарте |
| Название | Детали                                                                                      | Apple Music     |
| -------- | ------------------------------------------------------------------------------------------- | --------------- |
| Hate Me  | - Релиз: 17 февраля 2018 - Лейбл: Yoola Music - Формат: цифровая дистрибуция, стриминг      | 96              |
| Alisher  | - Релиз : 14 февраля 2025 - Лейбл: независимый - Формат: LP, цифровая дистрибуция, стриминг | 1               |

### Альбомы ремиксов
| Название              | Детали альбома                                                                          |
| --------------------- | --------------------------------------------------------------------------------------- |
| Cadillac (Remix Pack) | - Выпущен: 17 июля 2020 - Лейбл: Zhara - Форматы: цифровое скачивание, стриминг         |
| Golden Hits           | - Выпущен: 30 июня 2023 - Лейбл: Bugatti Music - Форматы: цифровое скачивание, стриминг |
| Golden Hits, Vol. 2   | - Выпущен: 7 июля 2023 - Лейбл: Bugatti Music - Форматы: цифровое скачивание, стриминг  |

## Синглы

### В качестве ведущего исполнителя
| Название                                                                  | Год  | Высшие позиции в чартах | Высшие позиции в чартах | Высшие позиции в чартах | Альбом                    |
| Название                                                                  | Год  | Radio & YouTube Hits    | Radio Hits              | YouTube Hits            | Альбом                    |
| ------------------------------------------------------------------------- | ---- | ----------------------- | ----------------------- | ----------------------- | ------------------------- |
| «Копы на хвосте» (совм. с Timurka Bits)                                   | 2018 | —                       | —                       | —                       | Внеальбомные синглы       |
| «Вот так»                                                                 | 2018 | —                       | —                       | —                       | Внеальбомные синглы       |
| «Отпускаю»                                                                | 2018 | —                       | —                       | —                       | Внеальбомные синглы       |
| «Turn it on!» (при уч. Palc)                                              | 2019 | —                       | —                       | —                       | Внеальбомные синглы       |
| «Guerra»                                                                  | 2019 | —                       | —                       | —                       | Внеальбомные синглы       |
| «Mackafucka» (совм. с 4Teen)                                              | 2019 | —                       | —                       | —                       | Внеальбомные синглы       |
| «Новый мерин»                                                             | 2019 | —                       | —                       | —                       | Внеальбомные синглы       |
| «Игровой компьютер» (совм. с Eqt_Albert)                                  | 2019 | —                       | —                       | —                       | Внеальбомные синглы       |
| «Мне пох» (совм. с Клавой Кокой)                                          | 2019 | 11                      | 308                     | 1                       | «Неприлично о личном»     |
| «Yung Hefner»                                                             | 2019 | —                       | —                       | —                       | Внеальбомные синглы       |
| «Мне пох (DJ Noiz Remix)» (совм. с Клавой Кокой)                          | 2019 | —                       | —                       | —                       | Внеальбомные синглы       |
| «Yung Hefner Мясо Remix»                                                  | 2019 | —                       | —                       | —                       | Внеальбомные синглы       |
| «Мне пох (Acoustic Version)» (совм. с Клавой Кокой)                       | 2020 | —                       | —                       | —                       | Внеальбомные синглы       |
| «Малышка» (совм. с Шарлотом)                                              | 2020 | —                       | —                       | —                       | Внеальбомные синглы       |
| «Пососи»                                                                  | 2020 | —                       | —                       | —                       | Внеальбомные синглы       |
| «Cadillac» (совм. с Элджеем)                                              | 2020 | 1                       | 382                     | 1                       | Внеальбомные синглы       |
| «Cadillac (Deep Whizzo Remix)» (совм. с Элджеем)                          | 2020 | —                       | —                       | —                       | Внеальбомные синглы       |
| «Ice»                                                                     | 2020 | —                       | —                       | —                       | Внеальбомные синглы       |
| «Lollipop» (совм. с Элджеем)                                              | 2020 | 2                       | 176                     | 1                       | Внеальбомные синглы       |
| «El Problema» (совм. с Тимати)                                            | 2020 | 212                     | 254                     | —                       | «Транзит»                 |
| «Watafuk?!» (совм. с Lil Pump)                                            | 2020 | 2                       | 712                     | 1                       | Внеальбомные синглы       |
| «Мне пох (DFM Mix)» (совм. с Клавой Кокой)                                | 2020 | —                       | —                       | —                       | Внеальбомные синглы       |
| «Клип за 10 лямов»                                                        | 2020 | —                       | —                       | —                       | Внеальбомные синглы       |
| «Cristal & Моёт»                                                          | 2020 | 1                       | 396                     | 1                       | Внеальбомные синглы       |
| «Дегенерат (Deluxe)» (совм. с Джараховым)                                 | 2021 | —                       | —                       | —                       | Внеальбомные синглы       |
| «Розовое вино 2» (совм. с Yung Trappa)                                    | 2021 | 84                      | —                       | 17                      | Внеальбомные синглы       |
| «Family» (совм. с Yung Trappa)                                            | 2021 | 305                     | —                       | 60                      | Forever                   |
| «Новая волна» (совм. с DJ Smash)                                          | 2021 | 1                       | 531                     | 1                       | Внеальбомные синглы       |
| «Leck» (совм. с Imanbek и Fetty Wap при уч. KDDK)                         | 2021 | 25                      | —                       | 3                       | Внеальбомные синглы       |
| «Дуло»                                                                    | 2021 | 113                     | —                       | 15                      | Внеальбомные синглы       |
| «Cristal & Моёт (Remix)» (совм. с Soda Luv, Blago White, OG Buda & Mayot) | 2021 | 43                      | —                       | 9                       | Внеальбомные синглы       |
| «Show»                                                                    | 2021 | 1                       | —                       | 1                       | Million Dollar: Happiness |
| «Я не знаю» (совм. со Slava Marlow)                                       | 2021 | 249                     | —                       | 37                      | Внеальбомные синглы       |
| «Домой»                                                                   | 2021 | 96                      | —                       | 15                      | Внеальбомные синглы       |
| «Почему?»                                                                 | 2022 | —                       | —                       | —                       | Внеальбомные синглы       |
| «12»                                                                      | 2022 | —                       | —                       | —                       | Внеальбомные синглы       |
| «Селяви»                                                                  | 2022 | —                       | —                       | —                       | Внеальбомные синглы       |
| «Номер»                                                                   | 2022 | —                       | —                       | —                       | Внеальбомные синглы       |
| «Известным» (совм. с The Limba)                                           | 2022 | —                       | —                       | —                       | Внеальбомные синглы       |
| «Daleko» (совм. с Aarne)                                                  | 2022 | —                       | —                       | —                       | Aa Language               |
| «5:00 AM» (совм. с ЛСП)                                                   | 2022 | —                       | —                       | —                       | Внеальбомные синглы       |
| «Сколько стоит любовь» (совм. с The Limba, Niletto и Boombl4)             | 2022 | —                       | —                       | —                       | Внеальбомные синглы       |
| «Притон» (совм. с VACÍO)                                                  | 2022 | —                       | —                       | —                       | Внеальбомные синглы       |
| «Bugatti» (совм. с Arut)                                                  | 2022 | —                       | —                       | —                       | Внеальбомные синглы       |
| «Я убил Марка»                                                            | 2022 | —                       | —                       | —                       | Внеальбомные синглы       |
| «Double Cup» (совм. с Kizary)                                             | 2022 | —                       | —                       | —                       | Внеальбомные синглы       |
| «Цветы» (совм. с Lida)                                                    | 2022 | —                       | —                       | —                       | Внеальбомные синглы       |
| «Грустно» (совм. с Magic Man)                                             | 2023 | —                       | —                       | —                       | Внеальбомные синглы       |
| «Ne Prada» (совм. с Arut и Элджеем)                                       | 2023 | —                       | —                       | —                       | Внеальбомные синглы       |
| «Пойдёт»                                                                  | 2023 | —                       | —                       | —                       | Внеальбомные синглы       |
| «If I Ever» (совм. с Onative и Rich the Kid)                              | 2023 | —                       | —                       | —                       | Внеальбомные синглы       |
| «Чёрный русский»                                                          | 2023 | —                       | —                       | 1                       | Внеальбомные синглы       |
| «Считалочка» (совм. с Entype и Onative)                                   | 2023 | —                       | —                       | —                       | Внеальбомные синглы       |
| «Последняя любовь»                                                        | 2024 | —                       | —                       | 1                       | Внеальбомные синглы       |
| «Последняя любовь (Robin Schulz Remix)»                                   | 2024 | —                       | —                       | —                       | Внеальбомные синглы       |
| «—» ставится, если сингл не попал в чарт                                  |      |                         |                         |                         |                           |

### В качестве приглашённого исполнителя
| Название                                                                                       | Год  | Позиция в чарте | Альбом              |
| Название                                                                                       | Год  | Apple Music     | Альбом              |
| ---------------------------------------------------------------------------------------------- | ---- | --------------- | ------------------- |
| «Миллион» (N.Masteroff при уч. Моргенштерна и DK)                                              | 2018 | —               | Внеальбомные синглы |
| «Гена Букин» (Джарахов при уч. Тилэкса, Big Russian Boss, Young P&H, DK, Моргенштерна, «Хлеб») | 2019 | —               | Внеальбомный сингл  |
| «Грустная песня» (Thrill Pill при уч. Моргенштерна и Егора Крида)                              | 2019 | 1               | «Откровения»        |
| «Underground 3» (Entype при уч. 104 и Моргенштерна)                                            | 2023 | —               | Bruh                |
| «—» ставится, если сингл не попал в чарт                                                       |      |                 |                     |

## Гостевое участие
| Название         | Год  | Другие исполнители | Альбом         |
| ---------------- | ---- | ------------------ | -------------- |
| «5 минут»        | 2019 | Slava Marlow       | 20             |
| «Весёлая песня»  | 2020 | Егор Крид          | 58             |
| «Не раз убивало» | 2020 | Витя АК            | «Старая школа» |
| «Быстро»         | 2020 | Slava Marlow       | «Артём»        |
| «Pon Pon»        | 2021 | Soda Luv           | Roomination    |
| «Hummer»         | 2022 | Shtern             | «Первый»       |
| «Зайка моя»      | 2023 | The Limba          | Celine         |

## Видеоклипы
| Название                                                                  | Год  | Режиссёр                      |
| ------------------------------------------------------------------------- | ---- | ----------------------------- |
| «Дисс на всех»                                                            | 2017 | Алишер Моргенштерн            |
| «Предвыборный клип — 20!8»                                                | 2017 | Алишер Моргенштерн            |
| «Дисс на МС Хованского»                                                   | 2018 | Алишер Моргенштерн            |
| «Hermit»                                                                  | 2018 | Алишер Моргенштерн            |
| «Дикий» / «Insomnia»                                                      | 2018 | Алишер Моргенштерн            |
| «Fuck ’Em All»                                                            | 2018 | Алишер Моргенштерн            |
| «Копы на хвосте» (совм. с Timurka Bits)                                   | 2018 | Алишер Моргенштерн            |
| «Вот так»                                                                 | 2018 | Алишер Моргенштерн            |
| «Уфф… Деньги…»                                                            | 2018 | Эзопов и Трун Production      |
| «Turn it on!» (при уч. Palc)                                              | 2019 | Алишер Моргенштерн            |
| «Буду твоей пальмой» / «Guerra»                                           | 2019 | Игорь Кошик, Никита Замойский |
| «Новый мерин»                                                             | 2019 | Игорь Кошик, Никита Замойский |
| «Игровой компьютер» (совм. с Eqt_Albert)                                  | 2019 | Алишер Моргенштерн            |
| «Мне пох» (совм. с Клавой Кокой)                                          | 2019 | Скорость продакшн             |
| «Yung Hefner»                                                             | 2019 | Frame Tamer                   |
| «Мне пох (Acoustic Version)» (совм. с Клавой Кокой)                       | 2020 | Лейла Гус                     |
| «Ратататата» (совм. с Витей АК)                                           | 2020 | Александр Романов             |
| «Малышка» (совм. с Шарлотом)                                              | 2020 | Basket Films                  |
| «Пососи»                                                                  | 2020 | Frame Tamer                   |
| «Cadillac» (совм. с Элджеем)                                              | 2020 | Ян Боханович                  |
| «Lollipop» (совм. с Элджеем)                                              | 2020 | Давид Бинтсене                |
| «El Problema» (совм. с Тимати)                                            | 2020 | Павел Худяков                 |
| «Весёлая песня» (совм. с Егором Кридом)                                   | 2020 | Александр Романов             |
| «Клип за 10 лямов»                                                        | 2020 | Slava Marlow                  |
| «Cristal & Моёт»                                                          | 2020 | Александр Романов             |
| «Family» (совм. с Yung Trappa)                                            | 2021 | «мамэтотолькодляфото»         |
| «Новая волна» (совм. с DJ Smash)                                          | 2021 | Александр Романов             |
| «Дуло»                                                                    | 2021 | Александр Романов             |
| «Cristal & Моёт (Remix)» (совм. с Soda Luv, blago white, OG Buda & Mayot) | 2021 | «мамэтотолькодляфото»         |
| «Show»                                                                    | 2021 | Александр Романов             |
| «Pablo»                                                                   | 2021 | Александр Романов             |
| «Olala»                                                                   | 2021 | Александр Романов             |
| «Aristocrat»                                                              | 2021 | Александр Романов             |
| «Nominalo»                                                                | 2021 | Александр Романов             |
| «Dinero»                                                                  | 2021 | Александр Романов             |
| «Я когда-нибудь уйду»                                                     | 2021 | Александр Романов             |
| «Домой»                                                                   | 2021 | Kingleo                       |
| «Почему?»                                                                 | 2022 | Kingleo                       |
| «12»                                                                      | 2022 | Александр Романов             |
| «Номер»                                                                   | 2022 | Алишер Моргенштерн            |
| «Daleko» (совм. с Aarne)                                                  | 2022 | Александр Романов             |
| «Bugatti» (совм. с Arut)                                                  | 2022 | Александр Романов             |
| «Balance»                                                                 | 2022 | Frame Tamer                   |
| «Ееее»                                                                    | 2022 | Валерий Ищенко                |
| «Sheikh»                                                                  | 2022 | Александр Романов             |
| «Я убил Марка»                                                            | 2022 | Не указан                     |
| «Double Cup» (совм. с Kizaru)                                             | 2022 | Не указан                     |
| «Location» (совм. с Элджеем)                                              | 2022 | Александр Романов             |
| «Грустно» (совм. с Magic Man)                                             | 2023 | Не указан                     |
| «Ne Prada» (совм. с Arut и Элджеем)                                       | 2023 | Александр Романов             |
| «Пойдёт»                                                                  | 2023 | Valeriy Ischenko              |
| «If I Ever» (совм. с Onative и Rich the Kid)                              | 2023 | Александр Романов             |
| «Чёрный русский»                                                          | 2023 | Александр Романов             |
| «Считалочка» (совм. с Entype и Onative)                                   | 2023 | не указан                     |
| «День X»                                                                  | 2023 | Александр Романов             |
| «Последняя любовь»                                                        | 2024 | Валерий Ищенко                |

### Участие
| Название                     | Год  | Исполнитель                                                                       |
| ---------------------------- | ---- | --------------------------------------------------------------------------------- |
| «Чуть-чуть табака»           | 2018 | Команда А                                                                         |
| «Пьём»                       | 2018 | Джарахов                                                                          |
| «Шип»                        | 2018 | Mozee Montana и Plavnck                                                           |
| «Skibidi»                    | 2018 | Little Big                                                                        |
| «Гена Букин»                 | 2019 | Джарахов (при уч. Тилэкса, Big Russian Boss, Young P&H, DK, Моргенштерна и Хлеба) |
| «Skibidi (Romantic Edition)» | 2019 | Little Big                                                                        |
| «Грустная песня»             | 2019 | Thrill Pill (при уч. Моргенштерна и Егора Крида)                                  |
| «Звездопад»                  | 2020 | Тимати                                                                            |
| «Дегенерат»                  | 2020 | Джарахов                                                                          |